# Mission de Sorel-Tracy
Die Mission de Sorel-Tracy (englisch Sorel-Tracy Mission) waren eine kanadische Eishockeymannschaft aus Sorel-Tracy, Québec. Das Team spielte von 2004 bis 2008 in der Ligue Nord-Américaine de Hockey.

## Geschichte
Das Franchise der Mission de Sain-Jean aus der Québec Semi-Pro Hockey League wurde 2004 von Saint-Jean-sur-Richelieu nach Sorel-Tracy umgesiedelt und in Mission de Sorel-Tracy umbenannt. Im selben Jahr änderte die QSPHL aufgrund der wachsenden Professionalisierung ihrer Teilnehmer ihren Namen in Ligue Nord-Américaine de Hockey. In der LNAH wies die Mannschaft eine durchwachsene Bilanz auf und verschlechterte sich in den vier Jahren ihres Bestehens vom zweiten Platz in ihrer Premieren-Spielzeit, der Saison 2004/05, auf den siebten Platz 2008. In den Playoffs um die Coupe Futura konnte sich das Team nicht durchsetzen.  
Im Anschluss an die Saison 2007/08 wurde das Franchise aufgelöst.   

## Team-Rekorde

### Karriererekorde
Spiele: 187  David St. Pierre
Tore: 101  David St. Pierre
Assists: 192  David St. Pierre
Punkte: 293  David St. Pierre
Strafminuten: 787  Jon Mirasty

## Bekannte Spieler
- Sébastien Caron
- Bobby Dollas
- Ian McIntyre
- Stéphane Richer